# Schlesisches Wochenblatt
Schlesisches Wochenblatt (Slezský týdeník) jsou noviny z Opolí vycházející každý týden. Noviny vychází se články v německém a polském jazyce. Šéfredaktorem novin je Till Scholtz-Knobloch. Slezský týdeník je v první řadě pro polské státní občany, jenž se hlásí k německé minoritě. Vzhledem k tomu, že největší koncentrace obyvatel německé národnosti v Polsku je v Opolském vojvodství, se noviny vydávají především v tomto regionu, ale malá část výtisků novin jde do celého Polska.
Jako noviny pro německou minoritu v Polsku je Slezský týdeník (Schlesiche Wochenblatt) podporován institucí pro zahraniční kulturní vztahy (Institut für Auslandsbeziehungen) ve Stuttgartu.

## Historie
Slezský týdeník byl prvními novinamu pro německou minorita v Polsku se články v německém jazyce vydávány od roku 1990 v nakladatelství Silesiapress. V současné době se tiskne okolo 6 500 exemplářů, z toho se však vrací 20 až 30% zpět.